# Вахња
Вахња (Melanogrammus aeglefinus) је зракоперка из реда Gadiformes и породице бакалара (Gadidae).

## Опис
Вахња има издужени, сужени облик тела типичан за чланове породице бакалара. Има релативно мала уста која се не протежу до испод ока; при чему је доњи профил лица раван, а горњи благо заобљен, то даје њеној њушци карактеристичан клинасти профил. Горња вилица штрчи више од доње у већој мери него код атлантског бакалара. На бради је прилично мала мрена. Постоје три леђна пераја, при чему је прво троугластог облика и ова леђна пераја имају 14 до 17 зрака пераја у првом, 20 до 24 у другом и 19 до 22 у трећем. Постоје и два анална пераја и у њима има 21 до 25 зрака пераја у првом и 20 до 24 зрака у другом. Анално и леђно пераје су одвојени једно од другог. Карлична пераја су мала са издуженим првим зраком пераја.
Боја горње стране тела вахје варира од тамно сиво браон до скоро црне, док је доњи део тела мутно сребрнасто бео. Има карактеристичну црну бочну линију у контрасту са беличастом бојом позадине и која се благо завија преко прсних пераја. Такође има карактеристичну овалну црну мрљу или „отисак палца“, који се понекад назива „ђавољи отисак палца“, који се налази између бочне линије и прсног пераја, што доводи до назива рода Melanogrammus који потиче од грчког „melanos” што значи „црно” и „gramma” што значи писмо или сигнал. Леђно, прсно и репно пераје су тамно сиве боје, док су аналне пераје бледе, које одговарају боји сребрнастих страна, са црним мрљама у основи. Карличне пераје су беле са променљивом количином црних тачака. Повремено постоје забележене варијанте различитих боја које могу бити са пругама, златне на леђима или без тамних мрља на рамену.
Најдужа забележена вахња била је дуга 94 centimetres (37 inches) и тежила је 11 kilograms (24 pounds). Међутим, вахња је ретко дугачка преко 80 cm (31 1⁄2 in), а велика већина вахњи уловљених у Уједињеном Краљевству мери између 30 и 70 cm (12 и 27 1⁄2 in). У водама источне Канаде вахња има величину од 38 до 69 cm (15 до 27 in) у дужину и 0,9 до 1,8 kg у тежини.

## Распрострањеност
Врста је присутна у Белгији, Гренланду, Данској, Ирској, Исланду, Канади, Летонији, Литванији, Норвешкој, Пољској, Русији, Сједињеним Америчким Државама, Уједињеном Краљевству, Француској, Холандији, Шведској и Шпанији.
ФАО рибарска подручја (енгл. FAO marine fishing areas) на којима је ова врста присутна су у северозападном Атлантику и североисточном Атлантику.

## Станиште и биологија
Вахња је приднена врста која се јавља на дубинама од 10—450 m (33—1.476 ft; 5,5—246,1 fathoms), мада се најчешће бележи на 80—200 m (260—660 ft; 44—109 fathoms). Налази се на подлогама од камена, песка, шљунка или шкољки и преферира температуре између 4—10 °C (39—50 °F). У близини Исланда и у Баренцовом мору, вахња је подвргнута великим миграцијама, али у северозападном Атлантику њено кретање је ограниченије, састоји се од кретања ка и из подручја њиховог мреста. Полну зрелост достижу са 4 године код мужјака и 5 година код женки, осим популације у Северном мору која сазрева са 2 године код мужјака и 3 године код женки. Укупан однос полова је отприлике 1:1, али у плићим пределима преовлађују женке, док мужјаци преферирају воде даље од обале.
Плодност женки варира у зависности од величине: риба дужине 25 cm (10 in) носи 55.000 јаја, док риба дужине 91 cm (36 in) има 1.841.000 јаја. Мрест се одвија на дубинама од око 50—150 m (160—490 ft; 27—82 fathoms)). У северозападном Атлантику мрест траје од јануара до јула, иако се не одвија истовремено у свим подручјима, а у североисточном Атлантику сезона мреста траје од фебруара до јуна, а врхунац је у марту и априлу. Јаја су пелагична са пречником од 1,2—1,7 mm (0,047—0,067 in) и потребно им је једну до три недеље да се излегу. После метаморфозе, бивше ларве рибе остају пелагичне све док не достигну дужину од око 7 cm (3 in), када се смести у приднено станиште. Њихова стопа раста показује значајне регионалне варијације и рибе у узрасту од годину дана могу да буду од 17—19 cm (6,7—7,5 in), у добу од 2 године 25—36 cm (9,8—14,2 in), до 75—82 cm (30—32 in) са 13 година. Њихов животни век је око 14 година. Најважнија мрестилишта су у водама код централне обале Норвешке, на југозападу Исланда и изнад обале Жорж. Рибе које се мресте у приобалним водама су обично мање и млађе рибе од оних које се налазе у удаљенијим подручјима. Млађе рибе имају сезону мрешћења које је мање од половине оне код веће и старије рибе у мору. Када се излегу, чини се да ларве не путују далеко од свог мрестилишта, међутим неке ларве које се мресте са западне обале Шкотске се транспортују у Северно море кроз процеп Фар Ајл-Шетланд или североисточно од Шетланда.
У својим ларвалним фазама, вахња се углавном храни незрелим стадијумима копепода и пелагичне пост-ларве до 3—10 cm (1—4 in) дужине хране се крила, личинкама, ларвама декапода, копепода и мале рибе. Једном када дођу у приднени, пост-ларвални стадијум, бентоски бескичмењаци постају све важнији иако се и даље хране пелагијским организмима као што је крил, међутим бентоски бескичмењаци чине све већи део њихове исхране како расту. Одрасле јединке хватају рибе као што су пешчане јегуље, Trisopterus esmarkii, Hippoglossoides platessoides, гоби, европска папалина и атлантска харинга, као и капелин, сребрни ослић, америчке јегуље и аргентини. Када се већем броју риба узетих у исто време узоркује садржај стомака, већина желудаца садржи сличан плен, то сугерише да се вахње хране у јатима. Шкољке, морски јежеви, крхке звезде и црви су такође важан плен, посебно зими. Млада вахња је важан плен за веће приднене рибе, укључујући друге гадоиде, док фоке лове већу рибу.
Забележене стопе раста вахње претрпеле су значајне промене у периоду од 30 до 40 година до 2011. године. Раст је био бржи последњих година, и вахње су достизале величину одраслих јединки много раније него што је забележено пре 30-40 година. Међутим, није познат степен у коме ове веће, млађе рибе доприносе репродуктивном успеху популације. Стопе раста вахње су, међутим, успорене последњих година. Постоје неки докази који указују да ове спорије стопе раста могу бити резултат изузетно велике годишње класе у 2003. години. Популација вахње повремено има већу продуктивност од нормалне; на пример 1962. и 1967. и у мањој мери 1974. и 1999. Ово резултира јужнијом дистрибуцијом рибе и има снажан утицај на биомасу мрестног фонда, али због високог морталитета од риболова, ова оживљавања немају трајнији ефекат на популацију. Генерално, било је натпросечно ангажовање од 1960-их до раних 1980-их, слично регрутовању атлантског бакалара и мерланга, ово је названо гадоидним испадом.

## Угроженост
Ова врста се сматра рањивом у погледу угрожености врсте од изумирања.

## Паразити
Бакалар и сродне врсте су заражене паразитима. На пример, бакаларски црв, Lernaeocera branchialis, почиње живот као копепод, мала ларва ракова која слободно плива. Први домаћин који користи бакаларски црв је равна риба или лампсакер, за које се причвршћују хватаљкама на предњем делу тела. Они продиру у домаћина танким филаментом којим сишу његову крв. Нахрањени бакаларски црви се затим паре на лампсакеру.

## Таксономија и етимологија
Вахњу је први пут формално описао као Gadus aeglefinus 1758. године Карл фон Лине у 10. издању прве књиге његове Systema naturae са типским локалитетом датим као „Европска мора“. Године 1862, Теодор Николас Гил створио је род Melanogrammus са M. aeglefinus као једином врстом. Генеричко име Melanogrammus значи „црна линија”, референца је на црну бочну линију ове врсте. Специфично име је латинизација народних назива „Егрефин“ и „Еглефин“, који су кориштени у Француској и Енглеској.